# Историја Кореје
Историја Кореје је везана за историју читавог Корејског полуострва па се може посматрати као на целина. Данас на том простору постоје две државе. Појмови у Северна Кореја и Јужна Кореја су синоними за државе једино у другој половини ХХ века, док до ХХ века северна Кореја и јужна Кореја помињу само као делови Корејског полуострва.
Период доњег палеолита је на Корејском полуострву и Манџурији почео пре отприлике 500.000 година. Најранија позната корејска грнчарија датира око 8000 година пре нове ере, а период неолита отпочео је после 6000. године пре нове ере, којег је пратило бронзано доба до 2000. године и гвоздено доба око 700. године пре нове ере.
Слично, према Историји Кореје, људи из палеолита нису директни преци данашњих Корејаца, али се процењује да су њихови директни преци људи из неолита.
Према митском извештају који се наводи у Меморабилијами Три краљвства, краљевство Гоџосон (стари Џосон) је основано на северу Кореје и југу Манџурије 2333. године пре нове ере. Током 12. века пре нове ере Гиџа, принц из кинеске династије Шанг, наводно основа Гиџа Џосон. Први писани историјски извештаји о Гоџосону датирају из раног 7. века пре нове ере.

## Праисторија
Иако је било одређених назнака нису пронађени фосилни остаци хомо еректуса на Корејском полуострво. Међутим пронађена су многа оруђа која потичу од пре 400.000 година, и то углавном око већих речних долина. Преовлађуја став да данашњи становници Кореје нису потомци ових палеолитских становника.
Прве трагове људских насеља на Корејском полуострву датирају из 4270. године пре наше ере., мада су сасвим извесно постојала и насеља и неколлико хиљада година пре тога. За то постоје пре свега докази у очуваној грнчарији која је пронађена на многим местима по Корејском полуострву. Одређене посуде постоје још од 8000. п. н. е. Нешто од ове грнчарије се налази и у Британском музеју у Лондону.

## Прва краљевства
Постоје записи да је прво краљевство које је владало северним делом полуострва била династија Гојосеон и то у периоду од 2300. п. н. е. Постоје многе легенде о овом периоду. Према легенди први корејски краљ био је Тонгнјонгу који је основао древно корејско краљевство Когурио чија је престоница био Пјонгјанг. Ипак историјски није потврђено да је Пјонгјанг било знчајније средиште у то време. Извесно је да је металургија била све значајнија од 900. п. н. е. Упоредо са развојем металног, бронзаног оруђа и оружја постоје докази о појављивању веома добро утврђених градова. Око 4 века пре нове ере Пјонгјанг је постала престоница. Од 109-106. године пре наше ере северни део Кореје осваја кинеска династија Хан. У последњем веку старе ере Кореја постаје кинеска провинција Лиланг са престоницом Жаоминг, која је данас јужни део Сеула. Кинези су владали овим делом полуострва у наредних 400 година.

## Три краљевства
Овај период је везан за доба између 37. п. н. е. и 668 године н.е. Цело полуострво је било подељено низом малих територија и краљевстава, ипак највећу доминацију су имала три краљевства: Когурио, Пекче и Шила. Оснивач краљевине Когурио Ко Жу Монг родио се 298. п. н. е., а већ 277. године п. н. е. оснива државу у северном делу Кореје. У јужном делу полуострва живела су племена Махан, Чинхан и Пјонхан. Након протеривања племена Махан на југозапад, краљевина Пекче се уздигла 18. п. н. е. Престоница им је била Квангџу. Овај крај се пуно изграђивао и данас је део Сеула. Краљевство је било организовано по угледу на кинеску државу са грађанским бирократским апаратом. Краљевина Пекчу имала је добре политичке односе са источном кинеском династијом у јужној Кини. Пекчо је имао велики културни утицај на Јапан и био важно седиште ране јапанске цивилизације. Краљевина Шила постоји од 57. године п. н. е. на југозападу Кореје престоница јој је била Кјонгџу. У поређењу са другим корејским краљевствима овде је утицај кине био најслабији. Крајем 4. века и почетком 5. века Шила постаје најмоћнија корејска краљевина која доминира над осталим краљевинама. Краљевина Пекчу пада 660. године, а потом и Когурио 668. године. Кореја се након тога по први пут ујединила.

## Шила
Шила је 668. године ујединила полуострво у једну државу и њоме владала све до 936. године, а јединство државе је насилно прекинуто тек 1945. године. За време Шила периода постојао је јак утицај кинеског царства и примљени су будизам, Конфучијанизам, култура, уметност и архитектура. Јединство царства вршила је комбинација хваранга (будистичка истренираност конфучијанске вредности и дисциплина високо рангираних) и колпам (место у друштву које се стиче рођењем).

## Корио
У 10. веку (936. године) Ванг Гон, син богатог земљопоседника и трговца извршава преврат и преузима власт у Шили, и влада до 1392. године. Своју државу назива Корио чије је име базирано на имену старог краљевства Когурио. За престоницу је изабрао свој родни град Сонгак, данашњи Кесонг. Будизам постаје званична религија која утиче на цело друштво. Монголи међутим 1213. освајају велики део северне Кореје и присиљавају да им се Корио потчини. Корио краљевина платила је данак, а са данком послала и принчеве као залоге мира у монголску престоницу Чанбалик (монголски назив за Пекинг). Кореја је била притиснута огромним порезима јер је Монголија њиме финансирала освајање Јапана које је пропало. Монголски период био је време које је донело је велику културну размену са Кином.

## Чосон
Након свргавања монголске династије Јуан 1368. године која је владала Кином у Кореји настаје велика празнина на власти, што је искористио генерал Ји Сонг-ги победио у борби за престо. Освојио је Кесонг развластио краља и његове синове и касније их елиминисао. Ји је 1392. године преузео власт. Променио је име својој земљи у Чосон (како Корејанци и данас зову обе корејске државе) и своју престоницу пренео у Сеул. Уместо будизма промовисао је конфучијанизам као доминантну религију. Конфучијанске вредности и обичаји су још више ојачали у Чосону. Династија Ји владала је Корејом наредних 5 векова. Међу значајнијим владарима из ове династије је велики Сеџонг (1418—1450). Дао је велки допринос у развоју образовања и за време његове владавине је уобличено корејско писмо звано Хангул Један од познатијих је и окрутни Сеџо који је узурпирао престо 1456. године докопао се круне и владао силом, безакоњем и прогонствима. Пошто је династија Ји одбила да помогне Јапану у инвазији на Кину, Јапанци су 1592. године извршили прву инвазију на Кореју на челу са шогуном Хидеиошимом. Корејска копнена војска је била поражена за мање од месец дана. Морнарица је међутим другачије прошла јер је генерал Ји Сан-шин са бродићима корњачама победио Јапанску флоту. Јапанци су поново напали 1597. Ји Сан-шин их је опет поразио али је погинуо. Након овога Кореја је капитулирала али већ септембра 1598. умире Хидеиошима и рат престаје.
Почетком 17. века Манџури из североисточне Кине освајају прво Пјонгјанг, а затим и престоницу Сеул. Кореја постаје вазална држава Манџурије 1632. године, са одређеним годишњим данком. Династија Ји објављује рат у покушају да спаси Кореју окупације али је брзо и поражена. Након неколико година, тачније 1644. године, манџурски владар збацује владајућу кинеску династију Минг, а на власт долази последња (пореклом Манџурска) династија Ћинг која влада Кином све до почетка ХХ века.
Кореју су назвали „Пуста Земља“ након проласка свих ових освјача и уништења од стране великих суседа. У осмнаестом веку настало је затишије и земља се почела опорављати. Правог опоравка међутим није било и крајем 18. века Кореја улази у период стагнације. Неефикасна администрација и сиромаштво узрокује устанке народа 1811. и 1862. године. Поврх свега Кореја постаје затворена држава. Политика владајуће елите садржане у принципу затворене земље била је потврђен јер се видело шта се десило са Кином у време Опијумског рата и како је касније била понижена од западних колонизатора. Корејска изолација је прекинута насилно 1876. године од стране Јапана. Јапанци су приморали корејанце да отворе луку Ичон за трговину. Трговачки односи са западом, а нарочито са САД су успостављени 1882. на обострано задовољство. За то време Кини се није допадало јачање утицаја Јапанског царства у Кореји, а нарочито због тога што је мало краљевство почело да преиспитује давање годишњег данка Кини. Јапан по други пут осваја Кореју 1894. Кина шаље војску да је заштити али Јапанци побеђују. Кина се сложила да Кореја под јапанским патронатом прогласи независност.

## Јапанска колонија
Јапнски притисак је све више растао нарочито након Јапанско-руског рата 1905-1906 када не остаје ништа од независности. Јапанци су фактички владали полуострвом од 1910. године па до краја Другог светског рата. Јапанци у Кореји заводе колонијалну управу. Корејанци постају цивилизација „ниже расе“ и ово стање опстаје до краја Другог светског рата. Услед велике репресије Корејанци 1. марта 1919. године излазе на масовне демонстрације. Јапански окупатори су демонстрације угушили у крви и убили неколико хиљада корејанаца. Иако је овај покушај за независност пропао, заузима веома важну историјску прекретницу на Корејском полуострву. Омладина организује све јачи отпор преко герилских акција. Тридесетих година, Ким Ил Сунг оснива Корејску Народну Ослободилачку Армију (КНОА). КНОА се највише базирала на шумама планине Пекту. На тој планини су од 1937—1939. вођене велике битке са Јапанком окупационим снагама. Након пада атомских бомби Јапан је капитулирао. Јапанци су пустили да СССР уђе на северни део полуострва, а САД на југ. СССР улази на северни део полуострва јер је објавио рат краљевини Манџукуо. Јапанци су напустили Кореју оставивши довољно времена Кимовој КНОА да се учврсти на власти док војска САД долази касније. Совјети се убрзо повлаче, крајем 1945. године притиснутиа захтевима Мао Це Дунга.

## Корејски рат
Пре америчког искрцавања 6. септембра 1945. под великим утицајем комунистичког блока, у Сеулу скупштина јужне провинције као и скупштина северне провинција врши избор Ким Ил Сунга за председника и проглашава Републику Кореју, али Американци не признају ту скупштину. Под америчким патронатом 15. августа 1948. на југу је проглашена Република Кореја, а Ји Сунг-ман је пложио заклетву као први председник Јужне Кореје. Сходно томе северни део Кореје мења име и 9. септембра 1948. проглашава Демократску Народну Републику Кореју са Ким Ил Сунгом на челу као премијером.
Ова ситуација довела је до затегнутости која је 25. јуна 1950. од пограничног инцидента изродила почетак рата. Северно-корејска војска успешно ратује и брзо улази у Сеул и креће се ка југу полуострва. Видевши да ће Република Кореја да пропадне сама од себе јер становништво није опирало продору КНОА, САД одлучује да се умеша. Америчка инвазиона војска на челу са генералом Дагласом Макартуром под плаштом ОУН искрцала се у Инчон 15. септембра 1950. Северно-корејска војска почиње да губи под ударима Американаца који не само да су дошли до демаркационе линије на 38. паралели већ су прешли у Северну Кореју и упућују се ка Пјонгјангу. Влада ново створене НР Кине сазнаје преко КГБ-а да америчка војска, након слома Севено-корејске војске, намерава да пређе границу, окупира Кину и врати царство или Чан Кај Шека који је био побегао на Формозу (данашњи Тајван). Да би то спречила Кина шаље трупе у Северну Кореју. Оштра зима полако успорава америчку инвазију. Тако да већ у пролеће отпор почиње да јача. Америчка војска је принуђена на повлачење ка луци Хамхунг. Остало је забележено изјава генерала Меркартура - када га је један војник упитао: Генерале зар се ми повлачимо пред Корејанцима? Макартур је на то бесно узвикнуо: Не ми напредујемо. Само у супротном смеру! Корејанци су се све више укључивали у борбу, а уз кинеску подршку и совјетско оружје успех је био загарантован. 27. јула 1953. у Панмунџому се потписује примирје које је још на снази. Правно речено Корејски рат званично никад није ни завршен. Разграничење је успостављено на 38. паралели где је успостављена демилитаризована зона. Кинеска војска се повукла из ДНР Кореје веома брзо након завршетка сукоба, док су америчке снаге остале на југу до данас.

### Јужна Кореја
Јужна Кореја се веома споро опорављала од рата. Ји Сунг-ман је пао 1960. године након огромних демострација у Сеулу. Следеће владе нису могле да стабилизују социјалне и политичке тензије. Због тога на власт долази војна хунта коју води генерал Парк Чунг-хи. Он организовао и изборе и 1963. себе прогласио председником што и остаје наредних 18 година. Паркова диктатура је пала када су га Северно-корејски командоси убили у атентату 26. октобра 1979. Након њега дошао је на власт други генрал Чун Ду-хван. Он је наставио политику свог претходника али и његова хунта пада након масовних демонстрација у Сеулу. Осамдесетих година, економија Јужне Кореје креће да јача и постаје „Азијски тигар“. Као доказ за велики економски напредак су и Олимпијске игре одржане у Сеулу 1988. Деведесетих, еконмски бум се наставио да би га 1996. зауставила велика Азијска финансијска криза узрокована падом Хонгконшке берзе. Ипак Јужна Кореја у задње две деценије представља развијену високо-технолошку земљу чији производи су познати у целом свету. Најпознатији производи у задње две деценије су у аутомобилској индустрији као и у прозводњи беле технике.

### Северна Кореја
Од 1948. Ким Ил Сунг је премијер ДНР (Демократска Народна Република) Кореје а тек 1972 постаје председник државе и то ће остати до смрти 1994. године. Због мирне политичке климе Северна Кореја се брзо опорављала од рата. Шездесетих најбрже се развија тешка индустрија, као и развој лаке индустрије. Поред овога постојале су и сталне акције против америчких снага тако је 1968. године ухваћен амерички шпијунски брод Пуебло. 1969. године је оборена шпијунска летелица а 1979. године убијен Парк. Седамдесетих почиње отварање према свету али оно није већег обима. Преговори о миру и уједињењу почињу 1972. године али престају 1973. Председник СФРЈ Јосип Броз Тито био је у посети тада Народној Републици Кореји од 24. до 30. августа 1977. године. 1986. године почиње програм спајања фамилија раздвојених сукобом али уз велику контролу власти. Септембра 1991. године Демократска Народна Република Кореја и Република Кореја су примљене у ОУН. Распад СССР донео је велике проблеме ДНР Кореји на првом месту повећала се опасност од напада САД. Економија је почела да се урушава јер се земља нашла под снажном економском блокадом западних земаља, суше, несташице, произвиде глад у земљи. На све ово CIA је обелоданила 1993. да Северна Кореја производи атомско оружје. Преговори око атомског наоружања се прекидају па настављају и тако стално док свет помно прати како ће се окончати ова више деценијска криза на Корејском полуострву. Северна Кореја је данас једна од најизолованијих држава на читавој планети.